# Двуязычные указатели

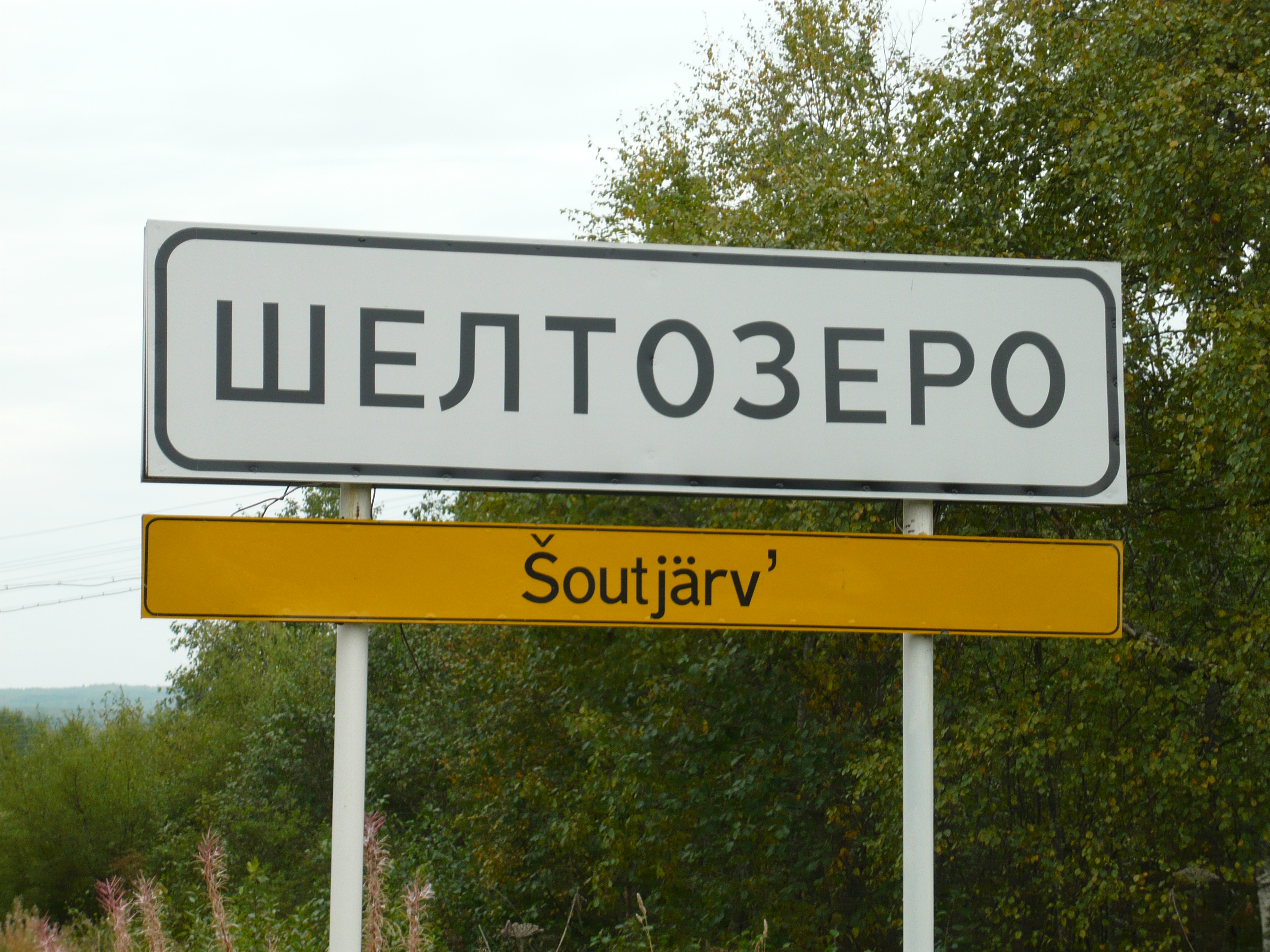
Двуязычный (русско-вепсский) указатель в с. Шёлтозеро, Карелия

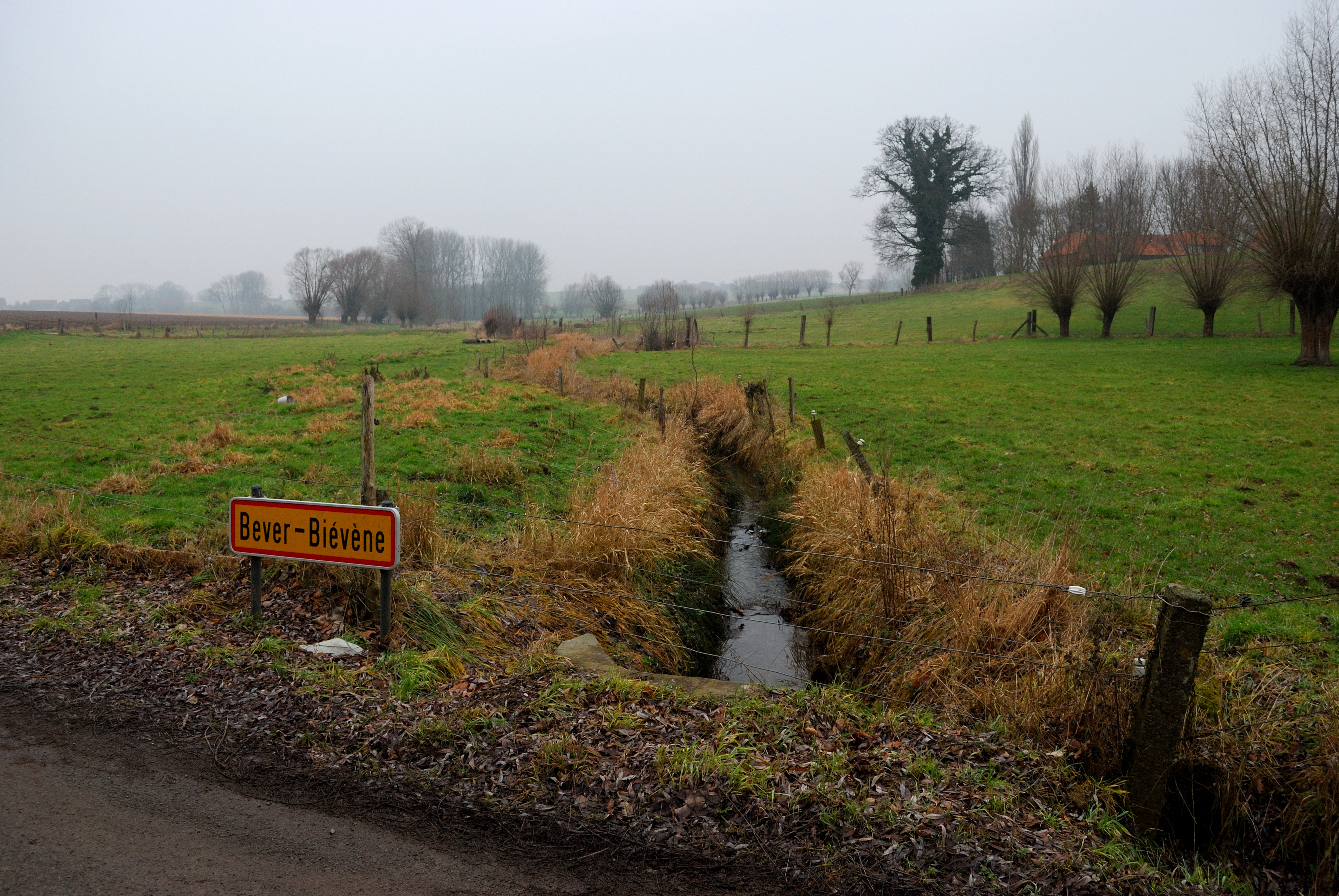
Речка Айсбрукбек на границе между посёлком Синт-Питерс-Капелле в коммуне Херне и коммуной Бьевен

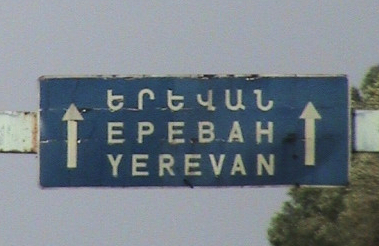
дорожный знак в Армении Ереван

Двуязычные указатели (в некоторых случаях многоязычные) — информационные надписи, знаки и трафареты на двух (и более) языках. Наиболее широко двуязычие используется в дорожных указателях, названиях улиц, мемориальных надписях и проч. Наиболее часто используются также на территории крупных объектов инфраструктуры (аэропорты, вокзалы, порты, пункты пограничного контроля, туристические зоны, международные трассы, посольства, консульства, двуязычные школы и т. д.) Количество дву- и многоязычных указателей значительно возросло в XX веке, когда многие языки национальных меньшинств получили письменность и/или официальный статус на определённой территории.

## Законодательное регулирование
Использование двух и более языков на указателях обычно регулируется государственным или местным законодательством (в таких странах, как, например, Россия, Бельгия, Финляндия, Канада и других). К примеру, Брюссельский аэропорт расположен на территории, где официальным языком является нидерландский, однако информационные сообщения в самом аэропорту размещаются на французском, нидерландском, немецком и английском языках. Двуязычные указатели считаются важным символом признания официального статуса используемых языков.
Не подкреплённое официальным законодательством двуязычие и многоязычие также часто встречается в информационных указателях многих приграничных регионов, в крупных торговых объектах различных стран (например, употребление венгерского и сербско-хорватского языков наряду с итальянским в объектах торговли города Триест, Италия; также надписи на русском языке имеются во многих регионах Турции, в приграничных с Россией и Казахстаном регионах Китая). Часто неофициально двуязычные указатели присутствуют и в кварталах компактного проживания иммигрантов, выходцев из одной страны (например, чайнатауны). В странах с преобладающим нелатинским алфавитом (Греция, ОАЭ и других) надписи дублируют латинским алфавитом.

## Языковые конфликты

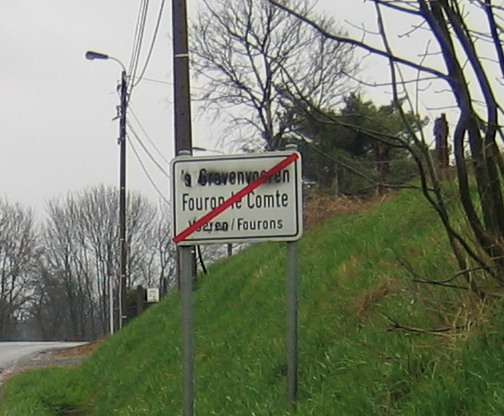
Вандализированный двуязычный указатель в Фуроне, Бельгия

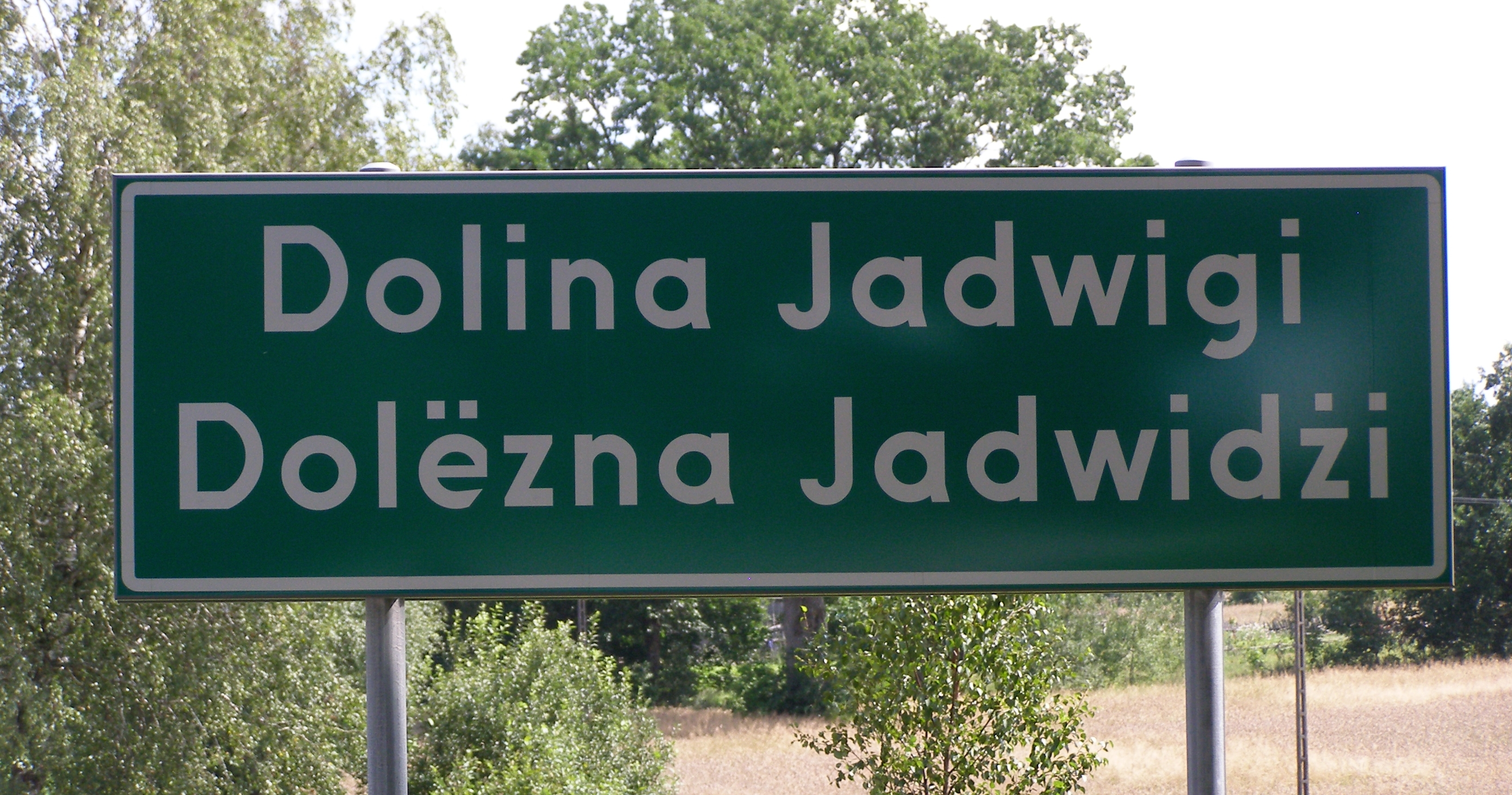
Польско-кашубский указатель

Изменения статуса того или иного языка находят своё отражение в уличных указателях и зачастую приводят к острым языковым конфликтам между двумя и более общинами. Часто двуязычные дорожные указатели становятся объектами постоянного вандализма. В Бретани вандализму подвергались дорожные знаки в которых надпись была только на французском языке, так как бретонцы хотели надписи и на своем языке.